# الرقابة في بولندا

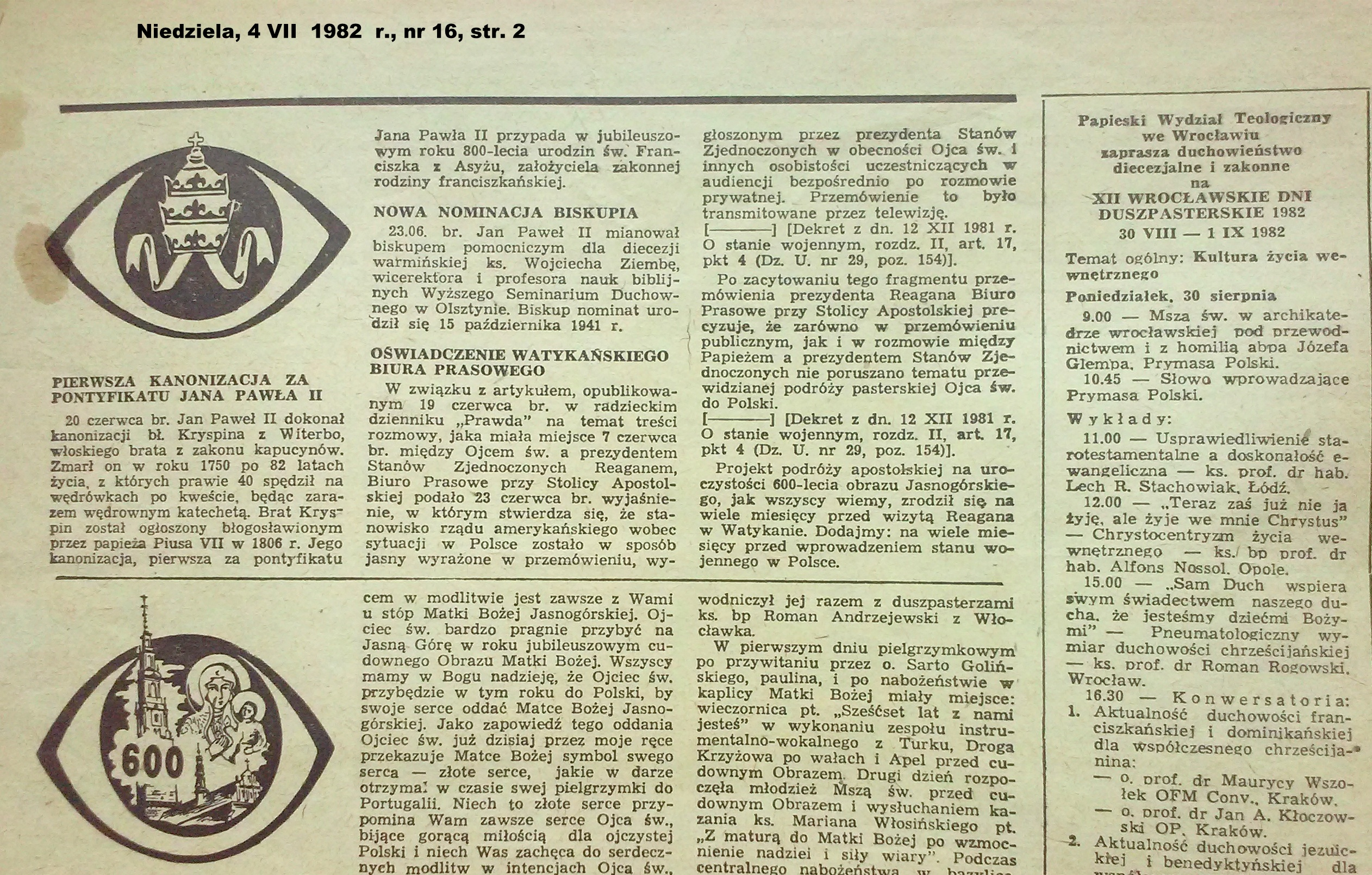
صورة متعلقة بالرقابة في بولندا.

سُجلت الرقابة في بولندا لأول مرة في القرن الخامس عشر، وبرزت بوضوح خلال الفترة الشيوعية في القرن العشرين.

## مملكة بولندا والكومنولث البولندي الليتواني
يعود تاريخ الرقابة في بولندا إلى أواخر القرن الخامس عشر أو النصف الأول من القرن السادس عشر. يعود تاريخ أول حادثة مسجلة إلى أواخر القرن الخامس عشر في مملكة بولندا إلى شكوى من شفايبولت فيول (فرانكوني من نوياشتات يعيش في كراكوف) ضد أسقف بولندي منع طابعة في كراكوف من طباعة كتب طقسية بالخط الكِريلي، خسر فيول القضية وحُكم عليه بالسجن، ليصبح أول ضحية معروفة للرقابة في بولندا. في عام 1519، حُجبت أقسام من كتاب كرونيكا بولونوروم لماتشي مييهويتا، الذي ينتقد سلالة ياغيلون الحاكمة، مما جعله أول عمل بولندي معروف يخضع للحذف من قبل الرقابة. سُمي مرسوم الملك زغمونت الأول العجوز لعام 1523 بأول قانون متعلق بالرقابة في بولندا. إلى جانب سلسلة من المراسيم الأخرى الصادرة عن زغمونت الثاني أوغست، حُظر استيراد وحتى قراءة عدد من الكتب المتعلقة بالإصلاح. قدم مرسوم ستيفن باتوري لعام 1579 في الكومنولث البولندي الليتواني فكرة الرقابة في زمن الحرب، إذ حظر توزيع المعلومات عن الأعمال العسكرية. في القرن السابع عشر، شهدت بولندا نشر واعتماد أول طبعات بولندية من دليل الكتب المحرمة (1601، 1603، 1617)، والتي من بين أمور أخرى حظرت كتب إيراسموس في روتردام، وأندرياس فريشيوس مودريفيوس، وكوبرنيكوس، وستانيسواف سارنيكي، ويان واسكي، وكذلك بعض الهجاء (الأدب المفاخر). استخدمت الكنيسة الكاثوليكية الرومانية في بولندا رقابة داخلية واسعة النطاق، وكذلك الطوائف الأخرى في بولندا، بما في ذلك الكنائس البروتستانتية والأرثوذكسية، وكذلك اليهود البولنديين. خارج المجال الديني، حظرت العديد من المراسيم الملكية من القرن السابع عشر صراحة توزيع العديد من النصوص، وخاصة تلك التي تنتقد الملكية، وأصدرت حكومات البلديات المحلية أنظمة في هذا الشأن من حين لآخر.
حظيت فكرة حرية التعبير عمومًا بتقدير كبير من قبل طبقة النبلاء البولنديين، وكانت أحد الأبعاد الرئيسية التي تميز الكومنولث عن الأنظمة الملكية المطلقة الأكثر تقييدًا، الشائعة في أوروبا المعاصرة. كان حظر الكتب التي تهاجم العقيدة الكاثوليكية فقط غير مثير للجدل نسبيًا، وغالبًا ما أدت محاولات حظر أنواع أخرى من الأعمال إلى مناقشات محتدمة. في القرن الماضي أو نحو ذلك من الكومنولث البولندي الليتواني، ناقش السيم البولندي والسيميك البولندي الإقليمي قضية الرقابة، عادةً فيما يتعلق بالأعمال الفردية أو المؤلفين، الذين دافع عنهم بعض النواب أو انتقدوهم. كان هناك عدد من الدعاوى القضائية المتعلقة بالكتب الفردية، وأدينت بعض الكتب وأحيانًا حُكم عليها بالتلف بالحرق. نظرًا لعدم وجود قانون شامل حول الرقابة، غالبًا ما كانت هناك نزاعات حول الولاية القضائية في هذه المسألة بين الأساقفة، ومسؤولي الدولة، وجامعة ياغيلونيا. في النهاية ناقش مجلس النواب بعض القوانين المتعلقة بالرقابة على مستوى الدولة ومررها في السنوات الأخيرة من وجود الكومنولث. كفل دستور الثالث من مايو عام 1791على وجه الخصوص حرية التعبير في مادته 11 من «الحقوق الأساسية والمحرمة»، بينما لم يتناول موضوعات حرية الصحافة أو الرقابة مباشرة.

## التقسيم
بعد تقاسم بولندا، الذي أنهى وجود الدولة البولندية المستقلة في عام 1795، كانت الرقابة سارية على الأراضي البولندية التي جرى ضمها، حيث تضمنت قوانين الدول المحتلة عمومًا قوانين رقابة صارمة. من بين الأنظمة الثلاثة، كانت الرقابة الروسية هي الأشد قسوة. خلال بعض الفترات، كانت الرقابة جائرة، لدرجة أنه لم يُسمح حتى باستخدام كلمات بولندا أو بولندي.

## الجمهورية البولندية الثانية
بعد أن استعادت بولندا استقلالها في عام 1918، ألغت حكومة يندزاي موراكستسكي الذي شغل منصب أول رئيس وزراء للجمهورية البولندية الثانية بين نوفمبر 1918 ويناير 1919 الرقابة الوقائية، وألغى عددًا من القوانين الموروثة من فترة التقسيم، وسنّ أخرى أكثر دعمًا لحرية الصحافة. صدرت قوانين جديدة للصحافة في 7 فبراير 1919، فأدخلت نظام تنظيم الصحافة ومنحت الحكومة السيطرة على دور الطباعة. في عام 1920 أثناء الحرب البولندية السوفيتية، تطلبت المعلومات المتعلقة بالحرب موافقة الحكومة. أكد دستور مارس 1921 على حرية التعبير، وألغى صراحة أي رقابة وقائية، ونظام الامتيازات.
في أعقاب انقلاب مايو عام 1926، اشتدت الرقابة التي استهدفت صحافة المعارضة والمطبوعات. في الممارسة العملية، وصِفت الجمهورية البولندية الثانية بأنها تتمتع «برقابة معتدلة». تولت وزارة الداخلية الرقابة. تعين على المطابع تقديم نسخة مسبقة إلى الوزارة التي يمكنها أن تأمر بإيقاف الطباعة. سُمح للناشرين بالاعتراض على قرار الوزارة أمام المحاكم. سُمح للصحف أن تشير إلى أنها خاضعة للرقابة من خلال نشر مساحات فارغة. كان من الشائع للناشرين الالتفاف على القانون، على سبيل المثال: عن طريق تأخير إرسال النسخة الأولى من الكتاب إلى الوزارة، مما يعني بيع العديد من الكتب المثيرة للجدل في المكتبات قبل أن يتخذ مراقبو الوزارة قرارهم. لم يناقش دستور أبريل 1935 قضية حرية الصحافة، التي اعتبرت خطوة إلى الوراء في القضايا المتعلقة بالرقابة، وقدم مرسوم قانون الصحافة لعام 1938 حكمًا يسمح لوزارة الداخلية بمنع توزيع الألقاب الأجنبية. شهد عام 1939 اعتقالًا مثيرًا للجدل للناشر والصحفي ستانيسواف ماكيفيتش.
في الجمهورية البولندية الثانية، استخدِمت الرقابة في كثير من الأحيان «للدفاع عن الحشمة» ضد الكتاب الذين اعتُبرت أعمالهم «غير أخلاقية» أو تخل بالنظام الاجتماعي. وصف المؤرخ البولندي ريتشارد نيكز الرقابة في ذلك الوقت بأنها «ركزت بالأساس على الفوضويين، واليساريين، والمتعاطفين مع الشيوعيين بين الكتاب الطليعيين». الكتاب البولنديون الذين خضعت أعمالهم للرقابة هم أننوني سونيمسكي، وجوليان تويم، وجوزيف لوبودوفسكي، برونو ياشينسكي، وأناتولي ستيرن، وألكسندر وات، وتاديوس بايبر، وماريان كزوشنوفسكي. وصِفت الرقابة على الأفلام (التي تركز على ضمان الحشمة) بأنها واسعة النطاق، إذ لا يحظر القانون الأفلام الإباحية فحسب، بل يحظر أيضًا الأفلام التي تعرض محتوى «ينتهك عمومًا مدونات الأخلاق والقانون»، وهي صياغة استخدِمت لتبرير عدد من القرارات المثيرة للجدل، ووفقًا لمنتقديها، جعلت الرقابة على الأفلام مساوية لمخرجي الأفلام. وصِف مدير المكتب المركزي للأفلام داخل وزارة الشؤون الداخلية، العقيد ليون لوسكينو، بأنه «رعب صانعي الأفلام».

## الحرب العالمية الثانية
بعد احتلال ألمانيا والاتحاد السوفيتي لبولندا في عام 1939، فرضت قوى الاحتلال مرة أخرى مستويات كبيرة من الرقابة على الأراضي البولندية. منع الألمان نشر أي كتاب عادي أو دراسة أدبية أو بحث علمي باللغة البولندية.
استهدفت الرقابة في البداية الكتب التي اعتُبرت «خطيرة»، بما في ذلك النصوص العلمية والتعليمية، والنصوص التي اعتقِد أنها تروج للوطنية البولندية، سمِح بالنصوص الخيالية فقط بشرط خلوها من الإيحاءات المعادية لألمانيا. تضمنت الأدبيات المحظورة خرائط وأطالس ومنشورات باللغتين الإنجليزية والفرنسية، وشملت أيضًا القواميس. أنشئت العديد من الفهارس غير العامة للكتب المحظورة، وأعلن أن أكثر من 1500 كاتب بولندي «خطرون على الدولة والثقافة الألمانية». شمل فهرس المؤلفين المحظورين مؤلفين بولنديين مثل آدم ميتسكيفيتش، وجوليوس سوفاكي، وستانيسلاف فسبيانسكي، وبوليسلاف بروس، وستيفان جرومسكي، وجوزيف إغناسي كرازفسكي، وفواديسواف ريمونت، وجوليان تويم، وكورنيل ماكوسينسكي، وليوبولد ستاف، وإليزا أورزسكوفا، وماريا كونوبنيكا. اعتبر مجرد حيازة هذه الكتب أمر غير قانوني ويعاقب عليه بالسجن. حُظر بيع الكتب من الباب إلى الباب، وأفرِغت المكتبات -التي تتطلب ترخيصًا للعمل- أو أغلِقت. خُفض عدد المطبوعات من أكثر من 2000 مطبوعة إلى بضع عشرات، وجميعها خاضعة للرقابة من قبل الألمان.